# Hemidactylus flavicauda
Hemidactylus flavicauda — вид ящірок з родини геконових (Gekkonidae). Описаний у 2020 році.

## Поширення
Ендемік Індії. Поширений у штаті Телангана. Типове місцезнаходження — поблизу села Гуддегуда в окрузі Махабубнагар.

## Опис
Відрізняється від інших видів тим, що має яскраво-жовтий хвіст і жовті плями на голові, окрім унікальних комбінацій меристичних ознак і невеликого розміру тіла (< 45 мм від морди до анального отвору).